# Jan Just Bos
Jan Just Bos (Balikpapan, 28 juli 1939 – Oosterbeek, 24 maart 2003) was een Nederlandse botanicus, televisiepresentator en roeier. Hij studeerde af in de bosbouw aan de Landbouwhogeschool Wageningen.

## Biografie

### Botanicus
Hij was vanaf 1968 als wetenschappelijk medewerker verbonden aan de afdeling plantensystematiek van de Landbouwhogeschool Wageningen en de voortzettingen daarvan, de Landbouwuniversiteit Wageningen en de Wageningen Universiteit. Hier hield hij zich onder meer bezig met het geven van colleges, practica, het organiseren van excursies en het doen van eigen onderzoek. Vanaf 1994 was hij tevens beheerder van de Botanische Tuinen Wageningen als opvolger van de in 1993 onverwachts overleden Onno Wijnands. Tot Bos' verdiensten voor de botanische tuinen Belmonte en De Dreijen behoorde onder meer zijn inspanningen voor het verkrijgen van de status van een geregistreerd museum als keurmerk voor kwaliteit en verantwoord beheer van cultureel erfgoed.
Bos werd als beheerder van de botanische tuinen opgevolgd door Wilbert Hetterscheid.
Bos bestudeerde gedurende meer dan dertig jaar de flora van Afrika ten zuiden van de Sahara. Hij werkte twee jaar in Kameroen, waar hij planten verzamelde. Soorten uit het geslacht Dracaena hadden zijn speciale interesse. Ook werkte hij gedurende een jaar in Zuid-Afrika. In Liberia heeft hij gedurende een jaar gewerkt als docent bosbouwplantkunde aan een universiteitscollege. In 1984 promoveerde hij op het proefschrift Dracaena in West Africa. Een voorbeeld van een botanische naam die mede door hem werd gepubliceerd, is Liparia splendens (Burm.f.) Bos & de Wit (1967).

### Presentator
In de jaren 80 van de twintigste eeuw was Bos als presentator verbonden aan het NCRV-televisieprogramma Ja, natuurlijk als opvolger van Kick Stokhuyzen. Door dit
televisieprogramma werd ook Antoon van Hooff bij een groter publiek bekend.

### Roeier
Op de Olympische Zomerspelen van 1960 deed Bos als stuurman samen met Maarten van Dis en Arnold Wientjes mee aan het roeien op het onderdeel twee met stuurman. Het trio sneuvelde in de herkansingen. Op de Olympische Zomerspelen van 1964 behaalde Bos als stuurman samen met Herman Rouwé en Erik Hartsuiker brons op het onderdeel twee met stuurman.
Als sportman was hij aangesloten bij de Wageningse studentenroeivereniging Argo.

## Palmares

### Roeien (twee met stuurman)
- 1964:  OS - 8.23,42

Maarten van Dis · 
Arnold Wientjes · 
Jan Just Bos (stuurman)
Herman Rouwé · 
Erik Hartsuiker · 
Jan Just Bos (stuurman)
- Author citation (botany): Bos
- International Standard Name Identifier: 0000 0001 1716 7323
- Library of Congress Control Number: n87813186
- Nederlandse Thesaurus van Auteursnamen: 070343551
- Système universitaire de documentation: 074323717
- Virtual International Authority File: 164208142
- WorldCat: E39PBJgd6HKDYXKbTjMdv3vGpP